# Максимовская (Никольское сельское поселение)
Максимовская — упразднённая деревня в Усть-Кубинском районе Вологодской области.
Входила на момент упразднения в состав Устьянского сельского поселения, до того в состав Никольского сельского поселения, с точки зрения административно-территориального деления — в Никольский сельсовет.
Расстояние по автодороге до районного центра Устья — 27,5 км, до центра муниципального образования Никольского — 8,5 км. Ближайшие населённые пункты — Богослово, Вечеслово, Самоново.
По данным переписи в 2002 году постоянного населения не было.
Упразднена 20 ноября 2020 года.